# 湯鵬 (道光進士)
汤鹏（1800年—？），字海秋，自号浮邱子。湖南益陽人。
嘉庆五年（1800年）生于益阳沙头。自幼聪敏好学，道光二年（1822年）中舉，道光三年（1823年）癸未進士，授礼部主事，因文章“震烁奇特”，被选入军机章京，同曾國藩同為穆彰阿的门生。歷官户部主事，转贵州司员外郎，山東道監察御史。平时“究心吏事时政”，其文“皆自道其所得”，自稱“欲奄有古人而以二公為歸”。曾国藩认为湯鵬“其人诞言太多，十句之中仅一二句可信”。作《浮邱子》一书，另有《海秋詩集》26卷。

## 逸事
曾國藩與汤鹏同为湘人，关系甚好。某年新春，汤鹏到曾府拜年，延入书房聊天，看见砚台下压着几张纸，以为是新作诗文，便要拿来看看。豈料曾文正公喜欢给人写挽联，死人写完了不过瘾，他就偷偷给活人写。结果汤鹏抢将过来之后，发现是包括他本人在内的十几位曾氏好友，一一被曾“敬挽”一番的挽联稿。汤鹏大怒，拂袖而去，自此断交。